# Wetryk
Wetryk, pseudonimo di Antonio Pastacaldi (Livorno, 30 novembre 1890 – Livorno, 22 aprile 1936), è stato un illusionista italiano si esibì tra la Prima e la Seconda guerra mondiale.

## Biografia
Antonio Pastacaldi era figlio di Ugo Pastacaldi, direttore teatrale, e di Emma Oneto, pianista. La madre morì durante il parto, e secondo una tradizione livornese, il piccolo Antonio fu creduto morto e deposto nella bara insieme alla madre, finché un cugino del padre si accorse che era vivo.
Dopo la morte di Emma, il padre si risposò con il soprano Ida Nobili, e un amico di famiglia, l’attore Alessandro Parrini, introdusse Antonio all’arte della magia. A 16 anni, Antonio assistette a uno spettacolo del mago Cesare Watry, un artista originario di Ravenna famoso soprattutto in Spagna e Brasile. Pastacaldi chiese di unirsi alla compagnia di Watry e lo seguì in un tour in America Latina nel 1910. Sebbene alcuni considerino Watry il suo mentore, la figlia di Antonio sostenne che il padre fosse in gran parte autodidatta.
Nel 1914 Pastacaldi lasciò Watry e creò una sua compagnia, esibendosi inizialmente con il nome di Zeo, poi cambiato in Wetryk in omaggio al suo maestro. Durante la Prima Guerra Mondiale, si esibì soprattutto in Portogallo, Spagna e Sud America, sviluppando uno stile unico che combinava ambientazioni ispirate a Luigi XIV, alla cultura turca e a quella giapponese. La sua fama crebbe notevolmente, portandolo a esibirsi di fronte a nobili e celebrità.
Tornato a Livorno dopo la guerra, nel 1921 si sposò con una delle sue assistenti, Amneris Remaggi, ricca di famiglia. I suoi spettacoli in Italia furono un successo, permettendogli di accumulare abbastanza ricchezze per ritirarsi dopo la nascita della figlia Liliana nel 1927. Wetryk divenne noto anche come giocatore di scacchi. Nel 1935 iniziò a prepararsi per tornare sul palco, ma morì di cancro nel 1936.

## L'incidente del falso Wetryk
Nel 1943, gli eredi di Wetryk vendettero la sua attrezzatura a Melchiorre Zatelli, un mago mediocre noto con il nome d’arte Armandis. Nonostante l’accordo di non utilizzare il nome Wetryk, Armandis lo fece ugualmente, inducendo il pubblico a credere che il vero Wetryk fosse sopravvissuto alla guerra. Le sue esibizioni di scarsa qualità danneggiarono la reputazione di Wetryk. La disputa con la famiglia Pastacaldi sul nome terminò solo con il ritiro di Armandis nel 1955.

## Nella cultura popolare
Nel romanzo giallo Il Commissario Botteghi e il mago (2018) di Diego Collaveri, il protagonista indaga su una serie di omicidi legati alla vendita della casa di Wetryk, che esiste tuttora a Livorno in Viale Italia 281.